# Попов, Геннадий Викторович
Попов Геннадий Викторович (род. 8 января 1940, Электросталь, Московской области) — советский и российский искусствовед, доктор искусствоведения (1983), профессор (1990), директор Центрального музея древнерусской культуры и искусства имени Андрея Рублёва (1994—2016), Заслуженный работник культуры Российской Федерации (2018), почётный член Российской академии художеств (2012).

## Биография
Родился 8 января 1940 года в городе Электросталь Московской области.
Предки Геннадия Викторовича имели прямое отношение к церкви. Одного из них расстреляли в 1919 году в Астрахани, он был архиепископом. Другой, родной дедушка был уездным священником, его арестовали в 1925 году.
Детство во время ВОВ провёл в эвакуации в Нижнем Новгороде. Сначала семья жила в Электростали, потом переехала на окраину Москвы, ближе к Коломенскому, а потом к метро «Спортивная» на улицу Кооперативная. В послевоенный период юный Геннадий учился в общеобразовательной школе № 23 при Пединституте.
В восьмом классе пошёл учиться в художественную школу «на Чудовке» (возле храма Николы в Хамовниках). Родители не хотели продолжать его образование в этом направлении и «отправили поступать в архитекторы». Завалив экзамен в Архитектурный институт, Попов пришёл в центральные научно-реставрационные мастерские, размещавшиеся в Спасо-Андрониковом монастыре. Впервые побывав этом место в августе 1957 года, в 17 лет, после школы, осенью пришёл сюда работать.
В 1958 году поступил на отделение истории искусств МГУ — проучился там полтора года, и поняв, что будет заниматься древнерусским искусством, пошёл в Музей Рублёва.
В 1964 году окончил Отделение истории искусств исторического факультета МГУ, где прошёл прекрасную профессиональную школу. Его учителями были такие выдающиеся ученые как В. Н. Лазарев, М. А. Ильин, А. А. Федоров-Давыдов, Н. Е. Мнёва, которая вела спец-семинар по древнерусской живописи. Первые практические навыки он получил в конце 1950-х — начале 1960-х годов в стенах недавно открытого Музея Андрея Рублёва (который впоследствии ему суждено было возглавить) под руководством искусствоведа Натальи Александровны Дёминой. Участвовал в многочисленных экспедициях музея, целью которых было спасение и собирание произведений иконописи, чудом сохранившихся в закрытых пустующих или превращенных в складские помещения храмах.
Профессиональную деятельность начинал как копировщик в центральных научно-реставрационных мастерских Академии строительства и архитектуры СССР (1957—1958). Затем — научный сотрудник Музея древнерусской культуры и искусства имени Андрея Рублёва (1960—1966 гг.); младший научный сотрудник Института истории искусств Министерства культуры СССР (1966—1982 гг.), ведущий научный сотрудник Института истории искусств Министерства культуры СССР (1982—1994 гг.).
Основные направления его научной деятельности: изучение древнерусской живописи и миниатюр XV—XVI веков Москвы, Подмосковья, Твери и Ростова. При его активном участии в многочисленных экспедициях формировалась коллекция музея Андрея Рублёва, начиналось её научное изучение.
Первая монография Г. В. Попова вышла в 1973 году и была посвящена искусству города Дмитрова, памятники которого вошли в собрание Музея Рублёва. В 1975 — книга о живописи и миниатюре Москвы середины XV — начала XVI века. В 1979 году увидела свет монография о художественных памятниках Твери, написанная совместно с искусствоведом А. В. Рындиной. Исследования тверской иконописи легли в основу докторской диссертации учёного.
Преподаватель (1986—1990) и профессор (1990—1994) Московского педагогического государственного университета.
С 1994 по 2016 год являлся директором Центрального музея древнерусской культуры и искусства имени Андрея Рублёва. Научный руководитель и редактор ряда статей и публикаций сотрудников музея; соавтор экспозиций и организатор многочисленных выставок музея имени Андрея Рублёва в России и за рубежом.
С 2016 по настоящее время — заместитель директора по научной деятельности музея Рублёва.
Живёт и работает в Москве.

## Научные работы
Автор более 150 научных статей и монографий, среди основных научных трудов:
- «Художественная жизнь Дмитрова XV—XVI вв. Москва и искусство московских уделов» (М., 1973),
- «Живопись и миниатюра Москвы середины XV- начала XVI века» (М., 1975),
- статья «Иконопись» (в сборнике «Живопись и прикладное искусство Твери. XIV—XVI века», под ред. Рындиной А. В. и Г. В. Попова, М., 1979),

«Московские художники в Дмитровском уезде первой трети XV века» (в сборнике «Florilegium. К 60-летию Б. Н. Флори», сост. А. А. Турилов, М., 2000);
- альбомы «Андрей Рублев» (М., 2002), «Дионисий» (М., 2002) и «Феофан Грек» (М., 2002);
- «Художник — иконописец Ю. Н. Рейтлингер» (в альбоме «Художественное наследие сестры Иоанны (Ю. Н. Рейтлингер»), М.-Paris, 2006),
- «Андрей Рублев» (М., 2007),
- «Московские художники в Дмитровском княжестве. Конец XIV — первая треть XVI века» (М., 2007)[11] и другие[12][13][14][15].

## Награды
Государственные и общественные награды и премии:
- Медаль «Ветеран труда» (1991)
- Медаль «В память 850-летия Москвы» (1997)
- Почетные грамоты Министерства культуры РФ (2008, 2016)
- Заслуженный деятель искусств Российской Федерации (2018)[16]
- Заслуженный работник культуры Российской Федерации (2018)[17]

Награды Русской православной церкви:
- Орден Преподобного Андрея Рублёва I степени (2015)
- Юбилейная медаль «В память 1000-летия преставления равноапостольного великого князя Владимира» (2015)

Награды Российской академии художеств:
- Золотая медаль (2015)
- Золотая медаль «Достойному» (2025)[18]